# جامعة رابرين
جامعة رابرين هي جامعة عامة في رانية، في محافظة السليمانية في  إقليم كردستان في العراق. تأسست عام 2010. يقع الحرم الرئيسي لجامعة رابرين في قضاء رانية، بينما يقع الحرم الثاني في قضاء قلديزا.
اسم الجامعة مشتق من انتفاضة السليمانية 1991 الكردية التي بدأت في رانية في 5 آذار 1991.

## الرؤساء
- الأستاذ الدكتور محمد علي عبد الله: 2011 - 2016
- مساعدة. الأستاذ الدكتور موفق خالد إبراهيم: 2016 - حتى الآن

## الأقسام

### حرم رانيا
- كلية التمريض
- كلية العلوم الإنسانية
  - قسم التاريخ
  - قسم الجغرافيا
  - قسم الفلسفة
  - قسم القانون
- كلية التربية الأساسية
  - الدائرة الكردية
  - قسم اللغة العربية
  - قسم الرياضيات
  - قسم الحاسوب
- كلية العلوم
  - قسم الأحياء
  - قسم الكيمياء
  - قسم الفيزياء
  - هندسة مدنية

### حرم قلادز
- كلية التربية
  - قسم اللغة العربية
  - قسم اللغة الإنجليزية
  - الدائرة الكردية
  - قسم علم النفس
  - الثروة الحيوانية
  - البستنة[4]

## الأنشطة والمهرجانات وورش العمل والندوات والمؤتمرات
- استمرار مشاركة الجامعة وطلابها في احتفال ذكرى انتفاضة 5 آذار في رانيا.
- استمرار مشاركة الجامعة وطلابها في إحياء ذكرى المآسي والانتفاضات ويوم شهداء الجامعة المصادف 24 نيسان في قلادزة.
- تنظيم أنشطة مختلفة للطلاب في يوم الجامعة (4 أبريل).
- إقامة ندوات وورش عمل ودورة تدريبية وأنشطة إعلامية من قبل إدارة العلاقات والإعلام والمطبوعات
- افتتاح العديد من البطولات الرياضية بين الطلاب والمحاضرين وموظفي الجامعة من قبل مديرية الأنشطة الرياضية والثقافية.
- عقد العديد من اللقاءات والندوات وتنظيم العديد من الأنشطة الأدبية والثقافية والثقافية إلى جانب افتتاح صالات العرض من قبل مديرية الأنشطة الرياضية والثقافية.
- المشاركة الفعالة للجامعة والمحاضرين والطلاب والعاملين في الفعاليات الوطنية والثقافية الوطنية.
- عقد قسم اللغة الكردية في كلية التربية مؤتمراً باللغة الكردية بعنوان «اللغة الكردية بين الواجب الثقافي والعلمي» في 24-26 أيلول 2013.
- عقدت كلية التربية الأساسية بالتعاون مع مديرية الإعلام مؤتمراً بعنوان «تنظيم الإعلانات التجارية عبر وسائل الإعلام وفق المبادئ العالمية» في الفترة من 25-26 يونيو 2013 م.
- أقيمت حملة لمدة 3 أيام للمحافظة على المواقع الأثرية في إقليم كوردستان من قبل قسم التاريخ في كلية العلوم الإنسانية في 19-21 كانون الثاني 2014.
- عقد مؤتمر بعنوان «الإعلام والإرهاب» في الذكرى 117 لإصدار أول صحيفة كردية من قبل مديرية العلاقات والإعلام والمطبوعات في 23 نيسان 2015 في رانيا.
- تنظيم سلسلة ندوات علمية حول البيئة وحملة غرس الأشجار وافتتاح صالات العرض من قبل قسم الجغرافيا بكلية العلوم الإنسانية.
- أقام قسم رياض الأطفال في كلية التربية الأساسية مهرجانه الأول بعنوان «روضة الأطفال، المكان التحولي الأول في المجتمع» في 16 أيار 2015 في رانيا.
- عقد قسم الفلسفة في كلية العلوم الإنسانية بجامعة رابارين مؤتمرا بعنوان «الفلسفة والدين والعلمانية» في الفترة من 19 إلى 20 مايو 2015.
- نظمت جامعة رابارين مؤتمراً علمياً لليوبيل الفضي للانتفاضة بعنوان «تقدم الرابارين وتفسيرات جديدة لكياناتها» في الفترة من 6 إلى 8 آذار 2016 في رانيا.

## نبذة عن الجامعة
في فعام 2013، تم الاعتراف رسميًا بجامعة رابرين من قبل وزارة التعليم العالي والبحث العلمي العراقية. تتمتع جامعة رابرين أيضًا بعلاقات علمية وأكاديمية مع الجامعات المحلية والدولية.
أقامت جامعة رابرين شراكات أخوية مع مجموعة واسعة من الجامعات المحلية والدولية ولديها علاقة علمية قوية معهم. وقعت الجامعة مذكرة تفاهم مع 18 جامعة عالمية للتبادل العلمي والموظفين، ثلاث منها في أمريكا، واثنتان في بريطانيا، وأربعة في تركيا، والباقي في السويد وإسبانيا وروسيا وأرمينيا ومصر ولبنان وأذربيجان والأردن وإيران.
تمكنت جامعة رابرين من المشاركة في عشرة مشاريع دولية مختلفة بما في ذلك:
- المفوضية الأوروبية - برنامج إيراسموس موندوس مرحبا
- DAAD-DIES-Staff 1- تدريب تطوير لقادة متوسطي المستوى من الجامعات في كردستان العراق مع جامعة كاسل، ألمانيا
- برنامج شراكة الجامعات الريفية IREX- كردستان
- IREX- تدويل حرم الجامعات العامة في كردستان
- برنامج الروابط بين جامعة آيركس والعراق - تدريب مراكز التطوير الوظيفي
- برنامج Erasamus التابع لمشروع TIGRIS التابع للاتحاد الأوروبي: نقل الممارسات الجيدة وتعزيز استراتيجيات التدويل في كردستان (مع الشركاء الأوروبيين: جامعة غوتنغن ألمانيا، جامعة جرونينجن هولندا، جامعة لوفان الكاثوليكية بلجيكا، وجامعة توماس ماساريك جمهورية التشيك.)

## وصلات خارجية
- Official University of Raparin website